# Okrouhlá (district de Blansko)
Pour les articles homonymes, voir Okrouhlá.
Okrouhlá (en allemand : Okrauchla, auparavant Okrohla) est une commune du district de Blansko, dans la région de Moravie-du-Sud, en République tchèque. Sa population s'élevait à 608 habitants en 2020.

## Géographie
Okrouhlá se trouve à 6 km au nord-est de Boskovice, à 18 km au nord-nord-est de Blansko, à 36 km au nord-nord-est de Brno et à 177 km à l'est-sud-est de Prague.

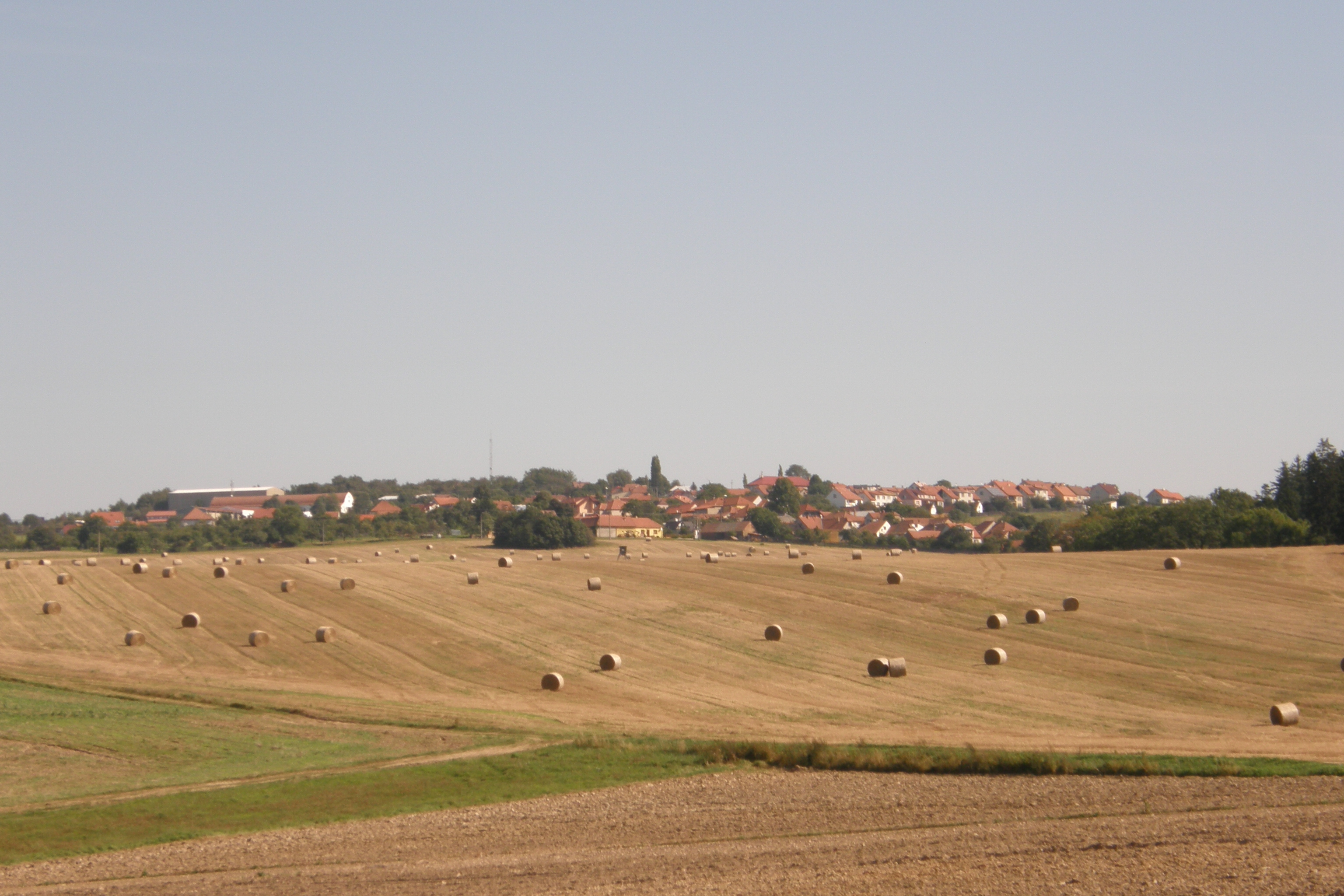
Panorama de Okrouhla.

La commune est limitée par Kořenec au nord, par Benešov à l'est, par Velenov au sud, par Boskovice au sud-ouest, et par Vážany et Knínice u Boskovic à l'ouest.

## Histoire
La première mention écrite de la localité date de 1447.